# Rutes E4x

Per Rutes E4x s'entén la xarxa de carreteres europees de "tipus E4x".

## Rutes de classe A
| Rutes E | Es. (*) | Trajecte                                                              | Itinerari elbruz.org |
| ------- | ------- | --------------------------------------------------------------------- | -------------------- |
| E40     | (*)     | Calais (França) - Rostov del Don (Rússia) – Astracan (Rússia) -L'Àsia | E40                  |
| E41     | -       | Dortmund (Alemanya) - Altdorf (República Txeca)                       | E41                  |
| E42     | -       | Dunkerque (França) - Aschaffenburg (Alemanya)                         | E42                  |
| E43     | -       | Würzburg (Alemanya) - Bellinzone (Txèquia)                            | E43                  |
| E44     | -       | Le Havre (França) - Giessen (Alemanya)                                | E44                  |
| E45     | -       | Karesuando (Suècia) - Gela (Itàlia)                                   | E45                  |
| E46     | -       | Cherburg (França) - Lieja (Bèlgica)                                   | E46                  |
| E47     | -       | Helsingborg (Suècia) – Lübeck (Alemanya)                              | E47                  |
| E48     | -       | Schweinfurt (Alemanya) - Praga (Txeca)                                | E48                  |
| E49     | -       | Magdeburg (Alemanya) - Viena (Àustria)                                | E49                  |

## Rutes de classe B
| Rutes E | Es.(*) | Trajecte                                            | Itinerari elbruz.org |
| ------- | ------ | --------------------------------------------------- | -------------------- |
| E401    | -      | Saint-Brieuc - Caen (França)                        | E401                 |
| E402    | -      | Calais - Le Mans (França)                           | E402                 |
| E403    | -      | Zeebrugge - Tournai (Bèlgica)                       | E403                 |
| E404    | -      | Jabbeke - Zeebrugge (Bèlgica)                       | E404                 |
| E411    | -      | Brussel·les (Bèlgica) - Metz (França)               | E411                 |
| E420    | -      | Nivelles (Bèlgica) - Reims (França)                 | E420                 |
| E421    | -      | Aquisgrà (Alemanya) - Luxemburg (Luxemburg)         | E421                 |
| E422    | -      | Trèveris - Saarbrücken (Alemanya)                   | E422                 |
| E429    | -      | Tournai – La Halle (Bèlgica)                        | E429                 |
| E441    | -      | Chemnitz- Plauen (Alemanya)                         | E441                 |
| E442    | -      | Karlovy Vary (República Txeca)- Žilina (Eslovàquia) | E442                 |
| E451    | -      | Gießen - Mannheim (Alemanya)                        | E451                 |
| E461    | -      | Svitavy (República Txeca) - Viena (Àustria)         | E461                 |
| E462    | -      | Brno (República Txeca) - Cracòvia (Polònia)         | E462                 |
| E471    | (*)    | Mukačevo - L'vov (Ucraïna)                          | E471                 |

## Esmenes: ampliació o modificació de la xarxa
Esmenes a l'acord europeu sobre les grands rutes de tràfic internacional (doc. TRANS/SC.1/2001/3 du 20/07/2001 et TRANS/SC.1/2002/3 du 09/04/2002)
- E40: extensió Rostov del Don - Astracan (Rússia) - L'Àsia